# La Macina
La Macina, originariamente conosciuto come Gruppo di canto popolare La Macina, è un gruppo musicale di canto popolare nato nel 1968 a Monsano, fondato da Gastone Pietrucci. Il gruppo è stato parte del movimento del folk revival italiano sviluppatosi sulla scia del lavoro di etnomusicologi come Alan Lomax, di Diego Carpitella ed Ernesto de Martino.

## Storia

### 1968. Nasce La Macina. Da"Bella ciao"a “Dolorosa ci fu la partenza...”
Nel 1964 Gastone Pietrucci aveva assistito allo spettacolo del Nuovo Canzoniere Italiano tenutosi nell'ambito del VII Festival dei Due Mondi di Spoleto ed intitolato Bella ciao (regia di Filippo Crivelli) e fu proprio sulla scia di quest'esperienza che anni dopo, nel 1968, fondò a Monsano, in provincia di Ancona, il gruppo di canto popolare La Macina. La prima sede si trovava in una vecchia grotta della cantina della parrocchia dove la compagnia elaborò lo spettacolo Dolorosa ci fu la partenza... (regia di Gastone Pietrucci), debuttando al Teatro Parrocchiale di Monsano il 28-29 settembre 1968. In scena vi erano Gastone Pietrucci (voce) Ado Bastari (chitarra, voce), Manuela Balducci (voce), Maria Teresa Basconi (voce), Nadia Pirani (voce), Ombretta Aureli (voce, chitarra), Ottavio Secconi (voce) e Silvana Massi (voce) che riproponevano canti legati a tematiche antimilitariste.

### 1973. La "rinascita" e definitiva ripartenza
Dopo gli studi, Gastone Pietrucci ricostituì La Macina nel 1973 portando sulle scene lo spettacolo Sballottato tra signore e padrone. In questo secondo concerto-spettacolo de La Macina erano presenti quasi tutti i componenti dell'originario gruppo del '68.
È proprio dai primi anni '70 che Pietrucci inizia la ricerca sistematica nel settore della musica folklorica direttamente da contadini, ex filandaie, anziani (i cosiddetti "informatori" o "alberi di canto") che ricordavano vecchi canti di lavoro, filastrocche, ballate e tutto quel patrimonio orale tramandatosi da generazioni che rischiava di perdersi per sempre.
Nel 1976 il gruppo assunse la fisionomia che lo contraddistinse negli anni successivi. La formazione composta da Gastone Pietrucci (voce, timpani, percussioni), Piergiorgio Parasecoli (voce, fisarmonica, organetto, percussioni), Claudio Ospici (voce, chitarra, percussioni), Giuseppe Ospici (voce, chitarra, percussioni) e Fefi Serrini (voce, chitarra, percussioni), fu la prima a riproporre i canti popolari raccolti sul territorio. In quegli anni ebbe inizio anche un nuovo esperimento: la riproposizione, in diverse Rassegne dei canti rituali di questua della tradizione orale marchigiana, da parte degli autentici portatori della tradizione. Nel 1974 Monsano fu il primo palcoscenico in cui venne proposta la Rassegna della Passione, canto rituale di questua della Settimana Santa, poi trasferita a Polverigi dal 1985; successivamente a Morro d'Alba dal 1983 con il Cantamaggio, canto di questua della primavera e Montecarotto dal 1985 con la Rassegna della Pasquella, canto rituale di questua del solstizio d'inverno, del nuovo anno; di nuovo Monsano dal 1988 con lo Scacciamarzo, unico canto rituale di questua infantile marchigiano, eseguito da gruppi di bambini per annunciare l'arrivo della primavera e della buona stagione.

### Gli anni '80, il Monsano Folk Festival
I primi anni '80 videro integrarsi al collettivo due nuovi e giovanissimi elementi, Amoreno Martellini (voce, chitarra, percussioni) e Massimo Raffaeli (voce, chitarra, percussioni). In questo periodo iniziò la produzione discografica della Macina con il primo LP Vene il sabado e vene il venere... (Madau Dischi, 1982), al quale venne assegnato il Premio della Critica Discografica Italiana 1982; Io me ne vojo andà pelle mondo sperso... (Madau Dischi, 1984); C'era una volta Caterina Nerina baffina dé la pimpirimpina... (Madau Dischi, 1982) che raccoglieva canti e filastrocche per bambini; Marinaio che vai per acqua... (NAR International, 1988). Di questo periodo anche i primi tour all'estero (Svizzera 1983 e 1985, Svezia 1987) e le prime partecipazioni a Rassegne di musica folclorica di livello internazionale quali il Folkest di San Daniele del Friuli, il Folkermesse di Casale Monferrato e Giugno in cascina di Torino diretto da Franco Lucà e poi al belga Dranouter Folk Festival. Nel 1986 entrò a far parte del gruppo la voce femminile di Emma Montanari (voce, violone). È sempre nello stesso anno il primo appuntamento con il Monsano Folk Festival evento voluto ed organizzato dalla Macina e dal Comune e Assessorato alla Cultura di Monsano, iniziato quasi per scommessa e trasformatosi poi in "Rassegna internazionale ed itinerante di musica popolare originale e di revival".
Il 1988 fu l'anno della celebrazione del ventennale de La Macina, con La “Grande” Macina on concerto (1968-1988: venti anni di “macina”, macinato e… macinati!!, svoltosi il 5-6 novembre al Teatro Vittorio Alfieri di Montemarciano, in un evento che vide la partecipazione di tutti i musicisti che negli anni avevano collaborato con La Macina.

### 1990. Gli anni di transizione
Gli anni '90 si aprirono con un rinnovo inaspettato ed improvviso dei componenti del gruppo. La nuova versione de La Macina era ora composta da Marino Carotti (voce, chitarra, percussioni), Michele Gigli (voce, chitarra), Marco Gigli (voce, chitarra, cembalo), Roberto Lucanero (fisarmonica, organetto, voce), Roberto Raponi (voce, percussioni). Di quegli anni la pubblicazione degli album Angelo che me l'hai ferito 'l core... (M.C.M. Records, 1993), Je se vedea le porte dell'affanno... del 1998 e Silenzio, canta la Macina!, doppio Cd di raccolta di canti dei primi 30 anni di attività del gruppo (1968-1998) del 1999. In questi anni La Macina è presente in vari Festivals popolari, tra i più significativi: Rassegna Benevento Città Spettacolo (1990), 18^ Rassegna internazionale Musica dei Popoli di Firenze (1993), Quinto Festival Luso-Italiano Arte e Cultura (Portogallo, 1997) e Capoverde (1999).

### La nuova formazione della svolta del 2000
Dal 1999 La Macina subisce un nuovo e radicale cambio di organico che vede ora assieme al Pietrucci i musicisti Adriano Taborro (voce, chitarra, mandolino, violino), Marco Gigli (voce, chitarra, cembalo, Roberto Picchio (voce, fisarmonica, organetto), Michele Lelli (voce, percussioni, batteria) sostituito poi da Riccardo Andrenacci (percussioni, batteria).
È di questi anni la collaborazione con molti artisti di fama nazionale ed internazionale; tra i musicisti si ricordano Giovanna Marini, Rossana Casale, Riccardo Tesi e il gruppo musicale rock dei Gang dei fratelli Severini (con i quali ha partecipato nel 2002 a 'Musicultura. Premio Città di Recanati e a Sanremo al Premio Tenco 2004 come supergruppo dell'anno), Federico Mondelci, Ambrogio Sparagna, Banda Osiris, Marco Poeta; tra gli attori Valeria Moriconi (con la quale La Macina nel 1998 ha prodotto il Concerto grosso per Gianandrea, omaggio ad Antonio Gianandrea nel centenario della morte), Moni Ovadia, Giorgio Albertazzi (ne Il Duca di Ventura di Gino Girolomoni, Urbino, Piazza del Duca, 1982), Corrado Olmi, lo Sperimentale Teatro A di Allì Caracciolo (con il quale ha prodotto diversi spettacoli, tra i quali Piange piange Maria povera donna..., Tradizione e religiosità nella cultura orale marchigiana (Sacra Rappresentazione) 2000 e il maggio, Chi è bello de forma de magghio ritorna..., 2019), il Teatro Stabile delle Marche con il regista Tommaso Paolucci (tra i vari lavori, da sottolineare Commedia ridiculosa, ovvero Arlecchino servitore di due padroni), tra i pittori, Valter Piacesi, Enzo Cucchi, Mario Sasso, Carlo Cecchi, Simone Massi ed il fotografo Mario Giacomelli, tra i poeti, Pier Paolo Pasolini (del quale La Macina ha musicato la struggente Supplica a mia madre), Francesco Scarabicchi, Allì Caracciolo, Franco Scataglini (del quale La Macina ha musicato ventiquattro liriche, nei due concerti a lui dedicati: Tuto è corpo d'amore, con la partecipazione straordinaria di Massimo Raffaeli e Francesco Scarabicchi, 2005 e El vive d'omo 2007).
Da ricordare i lavori del Gruppo, su i quattro cantautori che hanno fatto la storia della musica leggera italiana: Da Bocca di Rosa a Catarinella. Il mondo popolare di de André e de La Macina (1999); L'espressione di un volto per caso. Per Luigi Tenco voce narrante, Francesco Scarabicchi, con la partecipazione straordinaria di L.M. Ambaradan e Gang (Marino & Sandro Severini) 2000; Sono bello, bellissimo, il più bravo e non perdono. La Macina per Piero Ciampi, voce narrante, Enrico de Angelis, 2005 (lavoro con il quale ha partecipato al Premio Ciampi Città di Livorno, 2006); La polvere si alza. Luigi Tenco-Piero Ciampi-Fabrizio De André, voce narrante Francesco Scarabicchi, con la partecipazione straordinaria dei Gang (Marino & Sandro Severini), 2006; Nel blu dipinto di blu. A Domenico ' Mimì' nel 51º anniversario di 'Volare, di e regia di Paolo Pirani, 2009.
In questi anni vengono pubblicati gli album della trilogia Aedo malinconico ed ardente, fuoco ed acque di canto, Canti della cultura orale marchigiana, con la partecipazione straordinaria di Rossana Casale, Giovanna Marini, Marino e Sandro Severini (Gang), Riccardo Tesi vol. I, 2002; Aedo malinconico ed ardente, fuoco ed acque di canto, Canti della cultura orale marchigiana, con la partecipazione straordinaria di Giovanna Marini, Moni Ovadia, Federico Mondelci, Marino e Sandro Severini (Gang), Allì Caracciolo, vol. II, 2006; Aedo malinconico ed ardente, fuoco ed acque di canto, Canti della cultura orale marchigiana ed altri percorsi, con la partecipazione straordinaria di Banda Osiris, Marino e Sandro Severini (Gang), Marco Poeta, Ambrogio Sparagna, "Scuola Musicale G.B. Pergolesi di Jesi" diretta dal Maestro Stefano Campolucci, vol. III, 2010 e Macina-Gang, Nel tempo e oltre, cantando, del 2004 in collaborazione con il gruppo Gang.
A quasi cinquant'anni di attività, Gastone Pietrucci e La Macina hanno registrato il loro primo Cd live, La Macina. Nel vivo di una lunga storia (2016), un cd-book edito da squi[libri] (realizzato grazie ad una campagna di crowdfunding) con allegato anche un DVD, Gastone, se canti, te lega, di Filippo Paolasini e Paola Ricci, documentario che racconta dalla viva voce di Gastone Pietrucci, attraverso i vari luoghi della ricerca nel territorio marchigiano, gli incontri con i più importanti dei suoi "informatori".

### 2018- in poi: I cinquanta anni de La Macina
Nel 2018, il cinquantenario di attività del Gruppo dal titolo Non altro che il canto (Cinquanta anni d'arte e di passione de La Macina) venne inserito dalla Regione Marche / Assessorato alla Cultura tra gli Eventi della Regione, organizzando per l'occasione incontri, seminari, laboratori tutti incentrati sul lavoro de La Macina, con il Concerto del Cinquantenario introdotto da Sandro Portelli e Jonathan Giustini.
Il 24 Luglio 2018 a Loano (Savona), nell'ambito del 14º Premio Nazionale "Città di Loano" per la Musica Tradizionale Italiana, è stato conferito a Gastone Pietrucci e a La Macina, il Premio alla Carriera 2018, con la seguente motivazione: "Ricerca e riproposta, tradizione e creazione si frantumano e mescolano fino a diventare indistinguibili sotto la forza antica della Macina, Gruppo di Ricerca e Canto Popolare Marchigiano fondato da Gastone Pietrucci nel 1968, cinquant'anni fa esatti. Da allora, da quell'"altro" sessantotto, Gastone e la sua Macina hanno attraversato da protagonisti la musica italiana, proseguendo l'attività di ricerca sulla tradizione popolare delle Marche e portandola sui palchi della canzone d'autore (con gli album "Aedo malinconico ed ardente, fuoco ed acque di canto"), del rock (grazie alla collaborazione con i Gang e l'album "Nel tempo ed oltre cantando") e perfino della musica classica e del jazz, sempre nel segno del confronto e dello scambio tra generazioni e linguaggi diversi.
2023 - Pubblicazione ventesimo lavoro discografico "Il dono che non si nega" - La Macina ai poeti amati. (M.C:M-Records-050-W1223)-  Tredici sono le liriche di vari poeti marchigiani: sei di Franco Scataglini (1930-1994), due di Francesco Scarabicchi (1951-2021), Allì Caracciolo e Remo Pagnanelli (1955-1987), oltre alla "Supplica a mia madre" di Pier Paolo Pasolini (1922-1975) e un omaggio al cantautore Piero Cesanelli (1946-2019).  Così Guido Festinese ha recensito su Alias, Supplemento de il Manifesto del 14 Aprile 2024-Anno LIV N.89 " ***** Quando tre affluenti potenti convergono nel creare ciò che chiamiamo «arte», l’unica reazione possibile è l’ascolto silenzioso e la disponibilità a un incontro che lascerà segni concreti nel profondo. Primo affluente la poesia, di Scataglini, Caracciolo, Scarabicchi, Pagnanelli, Pasolini, secondo la musica, costruita come memoria di quanto nei secoli cantato nelle Marche. Terzo è la grana della voce di selce e di ombroso velluto di Gastone Pietrucci, «albero di canto» del suo territorio con La Macina. Ecco il capo d’opera. 

### Formazione attuale
- Gastone Pietrucci - voce
- Adriano Taborro - chitarra, mandolino, violino, voce, direttore musicale
- Marco Gigli - chitarra, cembalo, voce
- Riccardo Andrenacci - batteria, percussioni,
- Roberto Picchio - fisarmonica, organetto, voce
- Marco Tarantelli - contrabbasso
- Giorgio Cellinese - coordinatore

### Membri di formazioni passate
- Ombretta Aureli (voce, chitarra)
- Manuela Balducci (voce)
- Maria Teresa Basconi (voce)
- Ado Bastari (chitarra, voce)
- Andrea Cangemi (chitarra)
- Marino Carotti (chitarra, voce)
- Roberto Lucanero (fisarmonica)
- Amoreno Martellini (voce, chitarra, percussioni)
- Eliano Massi (chitarra)
- Silvana Massi (voce)
- Claudio Ospici (voce, chitarra, percussioni)
- Giuseppe Ospici (voce, chitarra, percussioni)
- Piergiorgio Parasecoli (fisarmonica, voce)
- Nadia Pirani (voce)
- Massimo Raffaeli (voce, chitarra, percussioni)
- Roberto Raponi (voce)
- Ottavio Secconi (voce)
- Fefi Serrini (voce, chitarra, percussioni)
- Simona Stronati (voce)

## Discografia

### Album
- 1982 - Vene il sabado e vene il venere...
- 1984 - Io me ne vojo andà pel mondo sperso...
- 1986 - C'era una volta Caterina nerina baffina de'la pimpirimpina...
- 1988 - Marinaio che vai per acqua...
- 1990 - Io vado alla filandra...
- 1993 - Angelo che me l'hai ferito 'l core...
- 1994 - Canti rituali di questua della tradizione orale marchigiana
- 1998 - Je se vedea le porte dell'affanno...
- 1999 - Silenzio, canta La Macina! La Macina canta trent'anni della sua storia: 1968-1998
- 2002 - Marche-La Macina
- 2002 - Aedo malinconico ed ardente, fuoco ed acque di canto. Volume 1
- 2004 - Nel tempo e oltre, cantando
- 2006 - Aedo malinconico ed ardente, fuoco ed acque di canto. Volume 2
- 2008 - Jemece a ffà un sonnellino in fondo allo stagno
- 2009 - Da "Tuto è corpo d'amore" a "El vive d'omo"
- 2010 - Aedo malinconico ed ardente, fuoco ed acque di canto. Volume 3
- 2016 - La Macina: Nel vivo di una lunga storia'
- 2018 - Opus minus. La Macina pietra su pietra

2023, Il dono che non si nega.

### Compilazioni e partecipazioni
- 1997 - Atlante di Musica Tradizionale - Italia 2, Robi Droli-RDC 5042, (Convegno notturno)
- 2000 - Just Married, Il Pontesonoro-EDT, WM012, (La cena della sposa)
- 2000 - Ninnanni 2001, (Ninna nanna del venerdì santo)
- 2001 - Mucchio Extra (Macina-Gang), allegato Rivista Mucchio Extra N. 1, (Iside/Cecilia)
- 2001 - CantarPasqua2002,EDT, S02 (Angelo che me l'hai ferito 'l core...)
- 2002 - Tribù Italiche-Marche (Macina e Macina-Gang), EDT, WM022 (Sesto San Giovanni/ la filanda è 'na galera... / E' ffinidi i bozzi boni)
- 2002 - Canti e suoni d'Italia, Convegno internazionale sulla musica popolare-Ponte Caffaro (Angelo che me l'hai ferito 'l core.../ Bella sei nada femmena.../ La va giù la va giù pe' sse contrade...).
- 2003 - Il mare di lato, Ciuma Salvi & Tombesi Trio, CD01A14, (Saltarello)
- 2003 - Folk geneticamente Modificato, Musiche e musicisti della moderna tradizione dei McDonald's (Bella sei nada femmena...)
- 2004 - Mantova Musica Festival (Macina-Gang), UPR-EDEL (Sesto San Giovanni)
- 2004 - Polyetnik Muzak, Memorabilia, PHM040421P (La leggenda del diavolo).
- 2005 - Oloferne, Le parole del vento, Medici 1224 (Giovannettino dal cappel di paja.../ E me s'è fatto lo core turchino...).
- 2005 - Seguendo Virgilio-dentro e fuori il Quartetto Cetra, (Macina-Gang), I Dischi del Club Tenco/Ala Bianca Records 80 12553931-2, Macina-Gang, È lunga la strada
- 2006 - Massimo Liberatori, Deragliamenti Storie di Note (Tributo a De André e Brassens- All'Asinara)
- 2006 - Gang, Il seme e la speranza, Cia, Segni e Suoni (Canti di lavoro).
- 2009 - Dal profondo Latlantide- LAT 055.
- 2009 - Ballate Popolari Europee. CDI, Book Time (Il testamento dell'avvelenato).
- 2011 - Gang e i suoratellii, Quando gli angeli cantano Latlantide-LAT 104 (A Maria)
- 2012 - Dal Salento Crifiu, il nuovo disco (L'orlo della sera)
- 2012 - Tre Martelli, Canté 'r Paròli. Omaggio a Giovanni Rapetti. Felmay-fy 8193, (Scintille, cenere, brace)
- 2012 - Marco Sonaglia, Il pittore è l'unico che sceglie i suoi colori..., ArsLive Record, (Il vecchio e il bambino, con Massimo Priviero, Marino Severini).
- 2013 - Giordano Dall'Armellina, Ballate europee da Boccaccio a Bob Dylan, Book Time (L'Avvelenato (CD1) - Il marito giustiziere (CD2)
- 2013 - Folk & Peace, Cantautori contro la guerra, Salve regina, Cantovivo 2013 2015- 2015-
- 2015 - Vivo!. Vent’anni di musica all’Istituto de Martino, L’anatra (La Macina) Bandito senza tempo (Macina-Gang), IEdM/001
- 2016 – Roberto Zechini, Chitarreto, Ramo de fiori, RaRa Records, PHMI60101RZ
- 2016 - Affetti sonori. I primi quindici anni del Civitella Alfedena Folk Festival, Maledizione della madre, CD allegato
- 2016 - Marino Carotti, Galantòmo fu mio padre!, "Maria per la via", RaRa Reords, PHMI601001MR